# Bestune B70S
Bestune B70S — фастбэк-кроссовер китайского производителя Besturn — суббренда компании FAW.

## История
Модель была представлена на Автосалоне в Гуанчжоу в 2021 году.
Модель создана на базе лифтбека Bestune B70, но это не «спортивная» модификация лифтбека, хотя интерьером и двигателями повторяет исходную модель, а приподнятый кросс-хетчбэк, компания позиционирует модель как «купе-кроссовер» и основой для идеи кузова стала модель Mazda CX-4 — купеобразный паркетник, который выпускается и продается только в КНР местным совместным предприятием FAW-Mazda.
Создана на общей модульной платформе FMA (FAW Modular Architecture) с поперечным расположением двигателя, но в отличие от седана Bestune B70 компактнее: колёсная база уменьшена с 2800 до 2750 мм, длина увеличена с 4810 до 4555 мм, при этом за счёт приподнятия выше на 60 мм.
Двигатели:
- турбомотор объёмом 1.5-литра мощностью 169 л. с., с 6-ступенчатой «механикой» или семиступенчатым преселективным «роботом».
- турбомотор объёмом 2.0-литра мощностью 224 л. с. с шестиступенчатым «автоматом».

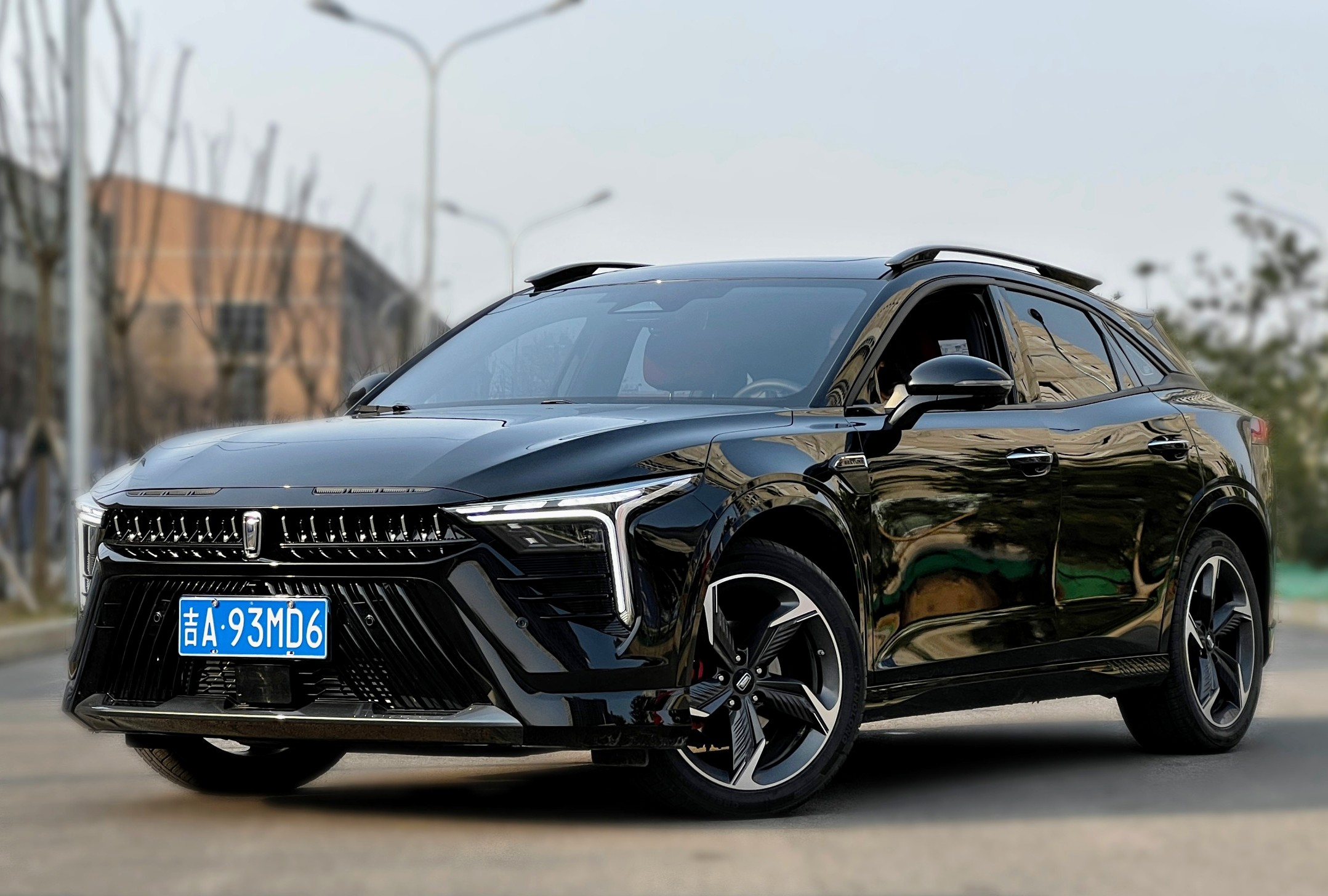
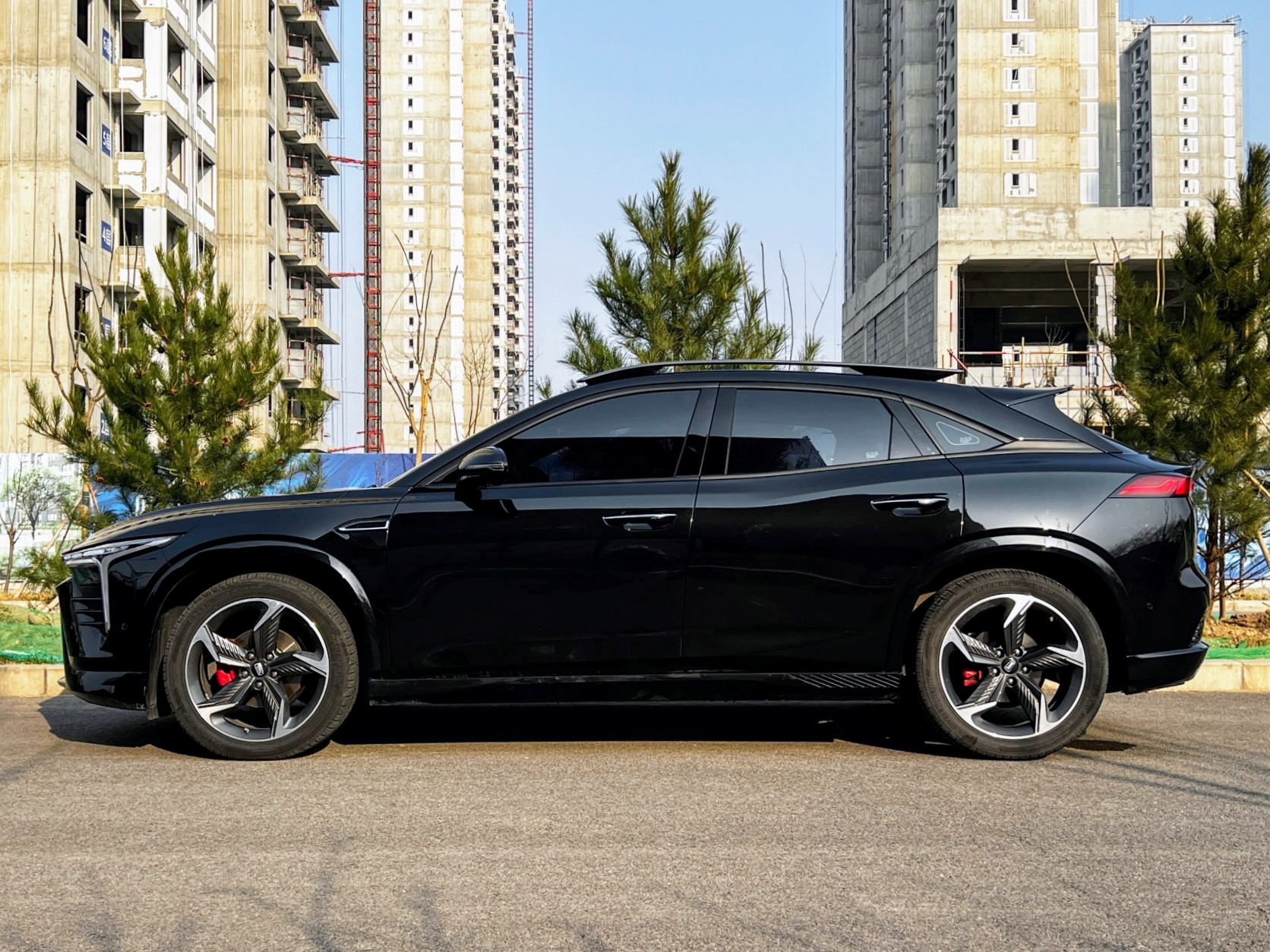
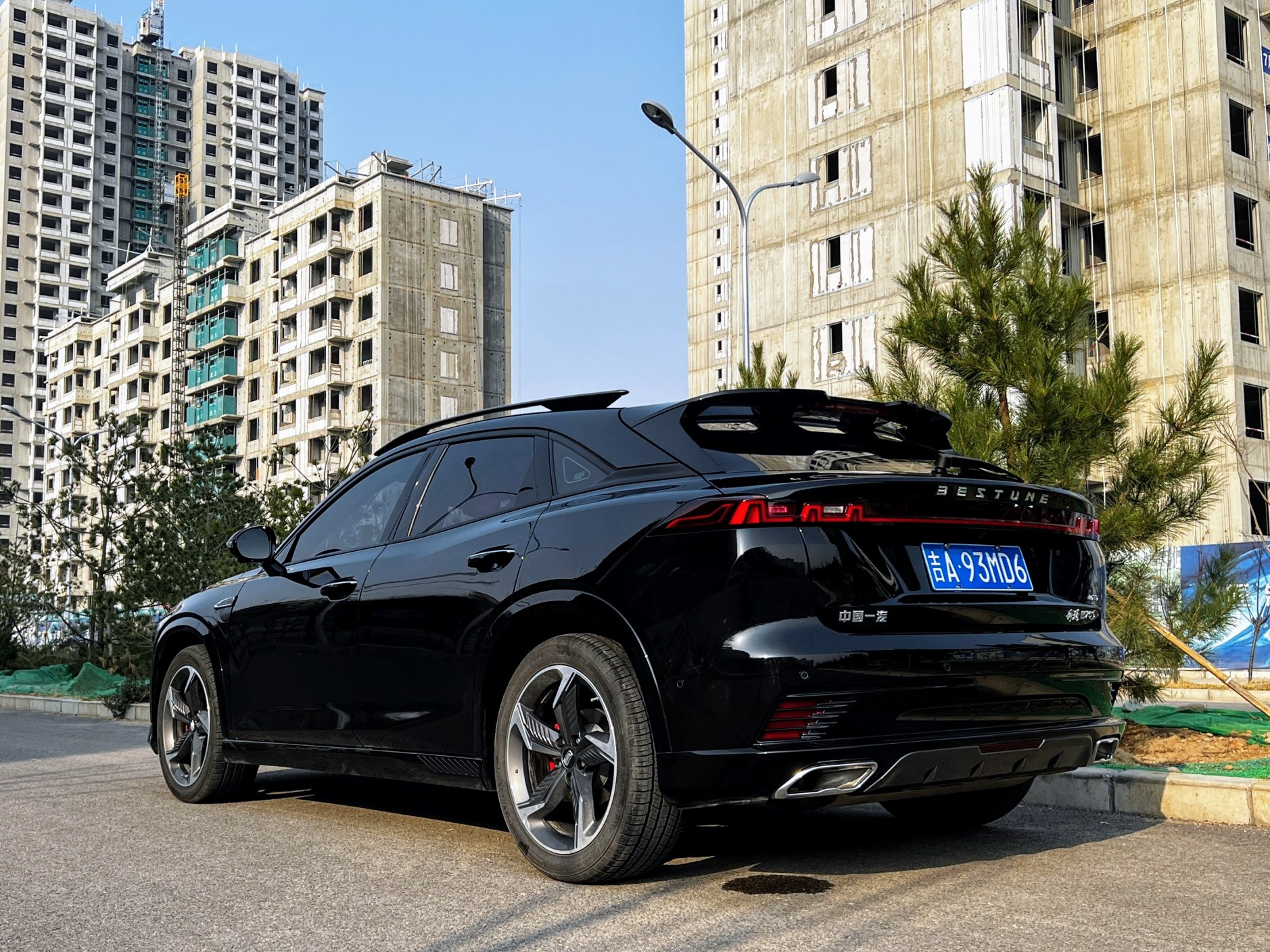

Модель вышла на домашний рынок Китая в декабре 2021 года с ценами в диапазоне от 109 900 до 142 900 юаней., при этом оказавшись не намного дороже исходного хетчбэка Bestune B70 стоящего 99 900 – 145 900 юаней, и даже в топовой версии дешевле выпускаемого с 2016 года конкурента Mazda CX-4 стоящего 148 800 – 215 800 юаней.
| Год  | Объём продаж |
| ---- | ------------ |
| 2021 | 135          |
| 2022 | 2675         |